# 西川伸一 (科学者)
西川 伸一（にしかわ しんいち、1948年6月3日 - ）は、日本の医者・科学者。専門は幹細胞・再生医療。理化学研究所発生・再生科学総合研究センターで副センター長（のちに顧問）を務め、STAP細胞事件において制度的責任を問われたのち辞任。現在は、株式会社同仁がん免疫研究所の医学顧問。京都大学より医学博士（論文博士、1987年）を取得、同大学名誉教授。NPO法人オール・アバウト・サイエンス・ジャパン（AASJ）代表理事を務める。過去には、JT生命誌研究館顧問、熊本大学教授、京都大学教授を歴任。

## 来歴・人物
滋賀県生まれ。1973年3月京都大学医学部医学科を卒業後、京都大学結核胸部疾患研究所研修医を経て、1973年12月同研究所医員に着任。7年程医者を務め、1979年京都大学結核胸部疾患研究所内科第二部門助手、1980年京都大学結核胸部疾患研究所細菌血清部門助手。1980年からアレクサンダー・フォン・フンボルト財団奨学生としてドイツ・ケルン大学遺伝学研究所に留学した後、1983年京都大学胸部疾患研究所付属感染免疫動物実験施設助教授、1987年京都大学で医学博士の学位取得、同年熊本大学医学部付属遺伝発生医学研究施設形態発生部門教授、1993年京都大学医学研究科分子医学系遺伝医学講座分子遺伝学部門教授、2000年理化学研究所発生・再生科学総合研究センター（CDB）副センター長/幹細胞研究グループグループディレクター、財団法人先端医療振興財団先端医療センター研究所所長、財団法人先端医療振興財団副理事長・再生医療研究開発部長を歴任した。2003年京都大学退官。2008年京都大学名誉教授の称号を受ける。
理研CDBには創立当初から深く貢献し、科学技術振興機構の先駆け「iPS細胞と生命機能」研究統括や戦略的イノベーション創出推進プログラム（S-イノベ）「iPSを核とする細胞を用いた医療産業の構築」プログラムオフィサーなども務めた。2013年に公職を退きNPO法人オール・アバウト・サイエンス・ジャパンを設立、同代表理事および、理化学研究所発生再生科学総合研究センター特別顧問、JT生命誌研究館顧問に就任。科学技術を伝える活動でも活躍した。

## STAP細胞研究関与とその後の言動
西川は、STAP研究において論文やTCR再構成の助言を行うとともに、小保方晴子のユニットリーダー採用にも関わっていたとされる。研究不正再発防止のための改革委員会で西川を含む幹部の責任が厳しく指摘された後、CDB顧問を辞職した。
STAP細胞を報告したNature論文の掲載当日（2014年1月30日）、西川は自身のブログにおいて、当該研究の初期段階から関与していたことを明かし、小保方晴子と若山照彦の研究を「我が事のように思う」と強い共感を示した。また、「若山研に寄宿していた小保方氏と出会って論文にアドバイスした」と記述しており、研究支援者としての立場を自認している。一方で、同記事にて「報道機関の取材は全て断った」と明言し、研究に対する科学的・社会的責任への直接的な説明を行わない方針を初期段階から一貫して取っていた。
STAP細胞に関する論文は、公表直後から再現性やデータの信頼性を巡って激しい議論を引き起こし、著者らへの批判とともに社会的関心を集めた。2014年6月12日、理化学研究所が設置した「研究不正再発防止のための改革委員会」は、CDBにおける構造的欠陥が研究不正を助長したと結論づけ、同センターの早急な解体と共に、当時の幹部4人（竹市雅俊センター長、笹井芳樹副センター長、西川伸一顧問〈元副センター長〉、相沢慎一顧問）の辞任を正式に勧告した。
これに対し西川は6月15日のブログ投稿で、辞任は「自由な発言を行うため」であり、「改革委の考えに賛同したわけではない」と述べており、責任所在に関する評価には乖離が見られる。
こうした状況下の2014年8月5日、笹井芳樹副センター長が自死したことが報じられた。この際、西川はヨーロッパ滞在中であり、自身のブログ上で「格差社会としての科学者コミュニティ」が背景にあるとの見解を示した。さらに、自らもその構造に「手を貸した」と述べたが、採用責任や制度的関与については具体的に言及せず、報道機関からの取材にも応じない姿勢を改めて示している。

## 2020年〜現在
2020年1月、西川は株式会社同仁がん免疫研究所の医学顧問に就任した。同社は、患者の血液から免疫細胞を培養して用いる「がん免疫療法」を、高額の自由診療として全国のクリニックに提供している。

## 業績

### 学位論文
- 西川伸一『B細胞の初期分化に関する研究』京都大学〈博士論文（乙第6107号）〉、1987年1月23日。

### 著書（単著・共著）
- 西川伸一『痛快!人体再生学』集英社インターナショナル、2003年5月。ISBN 978-4797670738。
- 西川伸一、倉谷滋、上田泰己『生物のなかの時間』PHP研究所〈PHPサイエンス・ワールド新書〉、2011年9月。ISBN 978-4569799353。

### 著書（翻訳・編集・監修）
- 宮坂昌之、西川伸一 編 編『免疫－免疫システムと免疫病－』メジカルビュー社〈分子医科学で病気を識るシリーズ第4巻〉、1997年6月。ISBN 4895535304。
- 西川伸一、本庶佑 編集 編『免疫と血液の科学』岩波書店〈岩波講座現代医学の基礎8〉、1999年3月。ISBN 978-4000109185。
- シンシア・フォックス（Cynthia Fox）著 著、西川伸一 監訳、志立あや・千葉啓恵・三谷祐貴子 訳 編『幹細胞WARS―幹細胞の獲得と制御をめぐる国際競争』一灯舎、2009年7月。ISBN 978-4903532370。
- 西川伸一、ニシカワ&アソシエイツ 翻訳 編『山中iPS細胞・ノーベル賞受賞論文を読もう―山中iPS2つの論文(マウスとヒト)の英和対訳と解説及び将来の実用化展望』一灯舎、2012年12月1日。ISBN 978-4903532882。

### 解説・報告など
- 西川伸一「サマースクールを主催して」（PDF）『JSI Newsletter』第6巻第2号、日本免疫学会、1998年10月、8頁。
- 西川伸一 (2014年8月18日). “次世代シークエンサーが可能にする進化研究1”. 進化研究を覗く.   JT生命誌研究館. 2014年8月26日閲覧。

## 受賞歴
- 1997年 - 財団法人 日本リデイアオリリー協会 清寺真記念賞[5]
- 1999年 - ドイツ フィリップ・フランツ・フォン・ジーボルト賞[5][4]
- 2002年 - 財団法人 持田記念医学薬学振興財団 持田記念学術賞[5]
- 2008年 - 兵庫県科学賞[5]